# Меморіал Івана Глінки 2004
Юніорський кубок світу (англ. Junior World Cup) — 14-й міжнародний юніорський хокейний турнір.

## Група АБржецлав
| М  | Команда   | І | В | Н | П | Ш    | О |
| -- | --------- | - | - | - | - | ---- | - |
| 1. | Чехія     | 3 | 3 | 0 | 0 | 13:6 | 6 |
| 2. | США       | 3 | 2 | 0 | 1 | 8:8  | 4 |
| 3. | Росія     | 3 | 1 | 0 | 2 | 7:7  | 2 |
| 4. | Фінляндія | 3 | 0 | 0 | 3 | 5:12 | 0 |

- США -  Фінляндія 3-1 (0-0,0-0,3-1)
- Чехія -  Росія 3-1 (1-1,0-0,2-0)
- Росія -  США 1-3 (0-1,2-1,0-1)
- Чехія -  Фінляндія 4-3 ОТ (3-2,0-1,0-0,1-0)
- Фінляндія -  Росія 1-5 (1-1,0-0,0-4)
- Чехія —  США 6-2 (1-1,4-0,1-1)

## Група ВП'єштяни
| М  | Команда    | І | В | Н | П | Ш     | О |
| -- | ---------- | - | - | - | - | ----- | - |
| 1. | Канада     | 3 | 3 | 0 | 0 | 21:6  | 6 |
| 2. | Швеція     | 3 | 2 | 0 | 1 | 10:11 | 4 |
| 3. | Словаччина | 3 | 1 | 0 | 2 | 7:11  | 2 |
| 4. | Швейцарія  | 3 | 0 | 0 | 3 | 2:12  | 0 |

- Канада -  Швейцарія 7-1 (3-0,3-0,1-1)
- Словаччина -  Швеція 2-5 (1-0,0-3,1-2)
- Швеція -  Канада 2-8 (1-4,1-2,0-2)
- Словаччина -  Швейцарія 2-0 (1-0,1-0,0-0)
- Швейцарія -  Швеція 1-3 (0-0,1-1,0-2)
- Словаччина —  Канада 3-6 (0-1,2-2,1-3)

## Фінальна стадія

### Матчі за 5 - 8 місця

#### Півфінали
- Росія —  Швейцарія 3-2 ОТ (1-1,0-0,1-1,1-0)
- Словаччина —  Фінляндія 2-1 (0-1,2-0,0-0)

#### Матч за 7 місце
- Фінляндія —  Швейцарія 3-2 (1-0,1-1,1-1)

#### Матч за 5 місце
- Словаччина —  Росія 3-6 (1-2,1-2,1-2)

### Матчі за 1 - 4 місця

#### Півфінали
- Канада —  США 4-0 (3-0,0-0,1-0)
- Чехія —  Швеція 3-1 (2-0,1-1,0-0)

#### Матч за 3 місце
- Швеція —  США 3-0 (0-0,2-0,1-0)

#### Фінал
- Чехія —  Канада 1-4 (0-1,0-3,1-0)